# Frankenweenie (2012)
Frankenweenie är en amerikansk 3D stop motion fantasy familjefilm från 2012, regisserad av Tim Burton. Filmen är en "remake" av Burtons kortfilm med samma namn från 1984. Filmen hade Sverigepremiär den 11 januari 2013.

## Handling
En dag förlorar 10-årige Victor Frankenstein (Charlie Tahan) sin älskade hund Sparky (Frank Welker) av olyckliga omständigheter. Han är först otröstlig tills att hans vetenskapslärare Mr. Rzykruski (Martin Landau) visar att man kan få en död groda att sprattla med hjälp av elektricitet. Victor tror att man med hjälp av elektricitet och vetenskap kan få tillbaka Sparky från de döda. Med hjälp av åskvädret lyckas han få elektricitet i Sparky och få tillbaka honom till liv igen men det hela kommer att få lite problem i efterhand.

## Röster
| Charlie Tahan       | – Victor Frankenstein |
| Catherine O'Hara    | – Susan Frankenstein  |
| Martin Short        | – Edward Frankenstein |
| Martin Landau       | – Mr. Rzykruski       |
| Atticus Shaffer     | – Edgar "E" Gore      |
| Winona Ryder        | – Elsa Van Helsing    |
| Frank Welker        | – Sparky              |
| James Hiroyuki Liao | – Toshiaki            |
| Martin Short        | – Nassor              |
| Martin Short        | – Mr. Burgemeister    |
| Catherine O'Hara    | – Wierd Girl          |
| Robert Capron       | – Bob                 |
| Dee Bradley Baker   | – Persephone          |
| Catherine O'Hara    | – Gympaläraren        |
| Conchata Ferrell    | – Bobs mamma          |
| Tom Kenny           | – Stadsinvånare       |
| Christopher Lee     | – Dracula             |

## Om filmen
Filmen nominerades till både en Oscar och Golden Globe i kategorin "bästa animerade film".